# Scoglio Spiaggia
Lo scoglio Spiaggia o Radullovich (in croato hrid Zališće) è uno scoglio situato nella baia di Novegradi (Novigradsko more) nella regione zaratina, in Croazia.

## Geografia
Lo scoglio Spiaggia ha una forma arrotondata e l'altezza di 1 m; si trova davanti alla piccola insenatura di valle Sallischie (uvala Zališće) e dista solo 160 m dalla costa. È situato vicino al tratto di costa settentrionale della baia di Novegradi che sta tra il canale di Fiumera Piccola (Novsko Ždrilo), che mette in comunicazione la baia con il canale della Morlacca, e la foce del fiume Zermagna.

### Isolotti adiacenti
- Scoglio Giassina[6] o Jasina[3][4] (hrid Jazina), scoglio adiacente alla costa nei pressi dell'abitato di Maslenizza[5] (Maslenica) a sud-est di punta Sdriaz[7] o Sadrillo[4] (rt Ždrijac), presente nelle vecchie mappe ed ora semisommerso[8] 44°12′54″N 15°33′11″E.
- hrid Gajina, piccolo scoglio dalla forma allungata adiacente alla costa meridionale della baia di Novegradi, vicino a punta Štambača, a nord della cittadina di Novegradi. Si trova a soli 50 m di distanza dalla costa  44°11′32″N 15°33′27″E.

### Cartografia
- (HR) Mappa topografica della Croazia 1:25000, su preglednik.arkod.hr. URL consultato il 1º giugno 2017.
- Carta di cabottaggio del mare Adriatico, foglio VII, Milano, Istituto geografico militare, 1822-1824. URL consultato il 17 febbraio 2017 (archiviato dall'url originale il 13 aprile 2013).